# Мілиці (Опольське воєводство)
Мілиці (пол. Milice, нім. Militsch) — село в Польщі, у гміні Павловички Кендзежинсько-Козельського повіту Опольського воєводства.
Населення — 188 осіб (2011).
У 1975-1998 роках село належало до Опольського воєводства.

## Демографія
Демографічна структура станом на 31 березня 2011 року:
|          | Загалом | Допрацездатний вік | Працездатний вік | Постпрацездатний вік |
| -------- | ------- | ------------------ | ---------------- | -------------------- |
| Чоловіки | 90      | 25                 | 54               | 11                   |
| Жінки    | 98      | 15                 | 64               | 19                   |
| Разом    | 188     | 40                 | 118              | 30                   |